# Torneo Clausura 2024 (Liga MX Femenil)
El Torneo Clausura 2024 fue la XIV edición del campeonato de liga de la Primera División Femenil de México con la que se cerró la temporada futbolística 2023-24. La Primera División Femenil de México, conocida también como Liga MX Femenil, es la principal liga de fútbol profesional femenil en México la cual está regulada por la Federación Mexicana de Fútbol. La Liga MX Femenil deja de utilizar balones de la marca Voit, quienes eran los proveedores desde el inicio de la liga. Se alcanzó un acuerdo de patrocinio exclusivo con la empresa deportiva Nike, quienes serán los encargados de confeccionar los nuevos balones a partir del Apertura 2023.

## Cambios
- El Estadio Azteca será sometido a una remodelación de cara a la Copa Mundial de Fútbol de 2026. Por lo tanto, América tendrá que jugar sus partidos en la Cancha Centenario No. 5 en sus instalaciones deportivas, ubicadas en Coapa, Ciudad de México.[3]

Aunque también se evaluó que el equipo femenil de las águilas disputara partidos en el Estadio Ciudad de los Deportes al igual que el equipo varonil americanista, que terminó sucediendo.
No obstante, la renovación se espera que empiece en febrero o en marzo, y a petición de Karina Rodríguez, jugadora del equipo femenil azulcrema, de jugar en un estadio en vez de las instalaciones deportivas, las águilas jugaron como locales sus encuentros ante León y Monterrey así como durante la liguilla, en el Coloso de Santa Úrsula previo a su mudanza temporal.

## Sistema de competición
El torneo de la Liga MX Femenil, estuvo conformado en dos partes:
- Fase de calificación: Integrado por 17 jornadas, donde los 18 equipos se enfrentan entre sí bajo el sistema de todos contra todos.
- Fase final: Corresponde a un sistema de eliminación directa a visita recíproca, disputándose en tres etapas: cuartos de final, semifinal y final.

### Fase de clasificación
En la fase de clasificación participaron los 18 clubes de la Liga MX Femenil enfrentándose en cada torneo en sistema de todos contra todos durante las 17 jornadas respectivas, a un solo partido. Esta fase se rige bajo un sistema de puntuación convencional en el cual se pueden obtener tres resultados al finalizar un partido: ganar, empatar o perder. La puntuación para cada uno de estos resultados está sujeto a las siguientes condiciones:
- Por juego ganado se obtendrán tres puntos.
- Por juego empatado se obtendrá un punto.
- Por juego perdido no se otorgan puntos.

El orden de los clubes al final de la fase de calificación del torneo corresponderá a la suma de los puntos obtenidos por cada uno de ellos y se presentará en forma descendente. Si al finalizar las 17 jornadas del torneo, dos o más clubes estuviesen empatados en puntos, su posición en la tabla general será determinada atendiendo a los siguientes criterios de desempate:
1. Mejor diferencia entre los goles anotados y recibidos y goles.
2. Mayor número de goles anotados.
3. Mayor número de goles anotados como visitante.
4. Marcadores particulares entre los clubes empatados.
5. Tabla de Fair Play.
6. Sorteo

La tabla de Fair Play es un sistema de puntuación que evalúa el juego limpio de cada equipo, considerando las tarjetas amarillas y rojas recibidas durante el torneo. Bajo este sistema, se suma un punto por cada amonestación recibida. Por cada expulsión por roja directa o doble amonestación, se suman tres puntos. En caso de que una jugadora reciba una amonestación y una expulsión directa en un mismo partido, se suman cuatro puntos. La tabla ordena a los equipos de forma creciente a partir de la sumatoria de puntos fair play obtenidos, siendo el 1° el equipo que menos puntos sumó y el 18° el que más. Como criterio de desempate, tendrá ventaja el equipo que se encuentre mejor posicionado en dicha tabla. 
Participan automáticamente en la fase final por el título de Campeón del Torneo Apertura 2023 de la Liga MX Femenil, los ocho primeros clubes de la tabla general de clasificación al término de las 17 jornadas.

### Fase final
La Fase Final se desarrolla en las siguientes etapas: cuartos de final, semifinales y final. Los partidos son jugados a visita recíproca, disputándose los juegos de vuelta en los estadios sede de los equipos mejor posicionados en la tabla general de clasificación. Para esta fase se cuenta con la asistencia del sistema VAR, por lo que los partidos deben celebrarse forzosamente en los estadios sede de los clubes filiales de LIGA MX. En las etapas de cuartos de final y semifinales resulta vencedor el equipo que en los dos juegos anote el mayor número de goles; o en el caso de existir empate, avanza el equipo mejor posicionado en la tabla general de clasificación. 

#### Cuartos de final
Los ocho clubes calificados a la fase final son ordenados de acuerdo con el lugar ocupado en la tabla general al término de la fase de clasificación, asignando el número uno al club mejor clasificado, y así hasta el número ocho. Estos ocho equipos disputan los cuartos de final de la siguiente manera:
| IDA      | VUELTA   |
| -------- | -------- |
| 8° vs 1° | 1° vs 8° |
| 7° vs 2° | 2° vs 7° |
| 6° vs 3° | 3° vs 6° |
| 5° vs 4° | 4° vs 5° |

#### Semifinales
En las semifinales participan los cuatro clubes vencedores de cuartos de final reordenándolos del uno al cuatro, de acuerdo a su mejor posición en la tabla general de clasificación, enfrentándose de la siguiente manera:
| IDA      | VUELTA   |
| -------- | -------- |
| 4° vs 1° | 1° vs 4° |
| 3° vs 2° | 2° vs 3° |

#### Final
Disputarán el título de Campeón del Torneo Clausura 2024, los dos clubes vencedores de la fase semifinal correspondiente, reubicándolos del uno al dos, de acuerdo a su mejor posición en la tabla general de clasificación, enfrentándose de la siguiente manera:
| IDA      | VUELTA   |
| -------- | -------- |
| 2° vs 1° | 1° vs 2° |

El club vencedor de la final y por lo tanto Campeón del Torneo Clausura 2024, será aquel que en los dos partidos anote el mayor número de goles. Si al término del tiempo reglamentario. el marcador global está empatado, se procede a lanzar tiros penales hasta que resulte un vencedor.

## Información de los equipos

### Equipos por Entidad Federativa
| Entidad Federativa | N.º | Equipos                    |
| ------------------ | --- | -------------------------- |
| Ciudad de México   | 3   | América, Cruz Azul y Pumas |
| Jalisco            | 2   | Atlas y Guadalajara        |
| Nuevo León         | 2   | Monterrey y Tigres         |
| Aguascalientes     | 1   | Necaxa                     |
| Baja California    | 1   | Xolas de Tijuana           |
| Chihuahua          | 1   | Juárez                     |
| Coahuila           | 1   | Santos Laguna              |
| Estado de México   | 1   | Toluca                     |
| Guanajuato         | 1   | León                       |
| Hidalgo            | 1   | Pachuca                    |
| Puebla             | 1   | Puebla                     |
| Querétaro          | 1   | Querétaro                  |
| San Luis Potosí    | 1   | San Luis                   |
| Sinaloa            | 1   | Mazatlán                   |

| Entidad Federativa | N.º | Equipos                    |
| ------------------ | --- | -------------------------- |
| Ciudad de México   | 3   | América, Cruz Azul y Pumas |
| Jalisco            | 2   | Atlas y Guadalajara        |
| Nuevo León         | 2   | Monterrey y Tigres         |
| Aguascalientes     | 1   | Necaxa                     |
| Baja California    | 1   | Xolas de Tijuana           |
| Chihuahua          | 1   | Juárez                     |
| Coahuila           | 1   | Santos Laguna              |
| Estado de México   | 1   | Toluca                     |
| Guanajuato         | 1   | León                       |
| Hidalgo            | 1   | Pachuca                    |
| Puebla             | 1   | Puebla                     |
| Querétaro          | 1   | Querétaro                  |
| San Luis Potosí    | 1   | San Luis                   |
| Sinaloa            | 1   | Mazatlán                   |

### Información de los equipos participantes
| Equipo               | Entrenador         | Ciudad                               | Estadio                   | Capacidad | Patrocinador       | Kit         |
| -------------------- | ------------------ | ------------------------------------ | ------------------------- | --------- | ------------------ | ----------- |
| América              | Ángel Villacampa   | Ciudad de México                     | Ciudad de los Deportes    | 34 253    | AT&T               | Nike        |
| Atlas                | Roberto Medina     | Guadalajara, Jalisco                 | Jalisco                   | 55 020    |                    | Charly      |
| Atlético de San Luis | Daniel Flores      | San Luis Potosí, San Luis Potosí     | Alfonso Lastras           | 27 029    | Canel's            | Sporelli    |
| Cruz Azul            | Julio Cevada       | Ciudad de México                     | Instalaciones de La Noria | 400       | Cemento Cruz Azul  | Pirma       |
| Guadalajara          | Joaquín Moreno INT | Zapopan, Jalisco                     | Akron                     | 46 232    | Sello Rojo         | Puma        |
| Juárez               | Óscar Fernández    | Ciudad Juárez, Chihuahua             | Olímpico Benito Juárez    | 19 703    | S-Mart             | Sporelli    |
| León                 | Alejandro Corona   | León, Guanajuato                     | Nou Camp                  | 31 297    | Cementos Fortaleza | Charly      |
| Mazatlán             | Alonso Madrigal    | Mazatlán, Sinaloa                    | El Encanto                | 20 195    | Banco Azteca       | Pirma       |
| Monterrey            | Amelia Valverde    | Guadalupe, Nuevo León                | BBVA                      | 51 348    | BBVA México        | Puma        |
| Necaxa               | Miguel Ramírez     | Aguascalientes, Aguascalientes       | Victoria                  | 23 851    | Rolcar             | Pirma       |
| Pachuca              | Óscar Torres       | Pachuca, Hidalgo                     | Hidalgo                   | 25 922    | Cementos Fortaleza | Charly      |
| Puebla               | María José López   | Puebla, Puebla                       | Cuauhtémoc                | 47 417    | Baz                | Pirma       |
| Querétaro            | Alberto Arellano   | Querétaro, Querétaro                 | Olímpico Alameda          | 4 600     | Pedigree           | Charly      |
| Santos               | Karla Maya         | Torreón, Coahuila                    | Corona                    | 29 101    | Soriana            | Charly      |
| Tigres               | Milagros Martínez  | San Nicolas de los Garza, Nuevo León | Universitario             | 41 886    | Cemex              | Adidas      |
| Tijuana              | Juan Romo          | Tijuana, Baja California             | Caliente                  | 26 158    | Caliente           | Charly      |
| Toluca               | Gabriel Velasco    | Toluca, Estado de México             | Nemesio Díez              | 27 273    | Arabela            | New Balance |
| UNAM                 | Marcello Frigério  | Ciudad de México                     | Olímpico Universitario    | 58 445    | DHL                | Nike        |

### Cambios de entrenadores
| Equipo               | Entrenador(a) (Jornadas)  | Fecha de vacante        | Tipo de salida               | Pos. | Entrenador entrante | Fecha de nombramiento   |
| -------------------- | ------------------------- | ----------------------- | ---------------------------- | ---- | ------------------- | ----------------------- |
| Atlético de San Luis | Fernando Samayoa (Pre.)   | 11 de noviembre de 2023 | Despido                      | Pre. | Daniel Flores       | 30 de noviembre de 2023 |
| Pachuca              | Juan Carlos Cacho (Pre.)  | 15 de noviembre de 2023 | Despido                      | Pre. | Óscar Torres        | 29 de diciembre de 2023 |
| UNAM                 | Jhonathan Lazcano (Pre.)  | 17 de noviembre de 2023 | Despido                      | Pre. | Marcello Frigério   | 14 de diciembre de 2023 |
| Monterrey            | Eva Espejo (Pre.)         | 30 de noviembre de 2023 | Cambio a directora deportiva | Pre. | Amelia Valverde     | 26 de diciembre de 2023 |
| Cruz Azul            | Cecilia Cabrera (Pre.)    | 6 de diciembre de 2023  | Despido                      | Pre. | Julio Cevada        | 18 de diciembre de 2023 |
| Necaxa               | Jorge Gómez (Pre.)        | 22 de diciembre de 2023 | Renuncia                     | Pre. | Miguel Ramírez      | 2 de enero de 2024      |
| Santos               | Vinicio Guerrero (Pre.)   | 25 de diciembre de 2023 | Despido                      | Pre. | Karla Maya          | 25 de diciembre de 2023 |
| Guadalajara          | Antonio Spinelli (1 – 15) | 24 de abril de 2024     | Despido                      | 5.º  | Joaquín Moreno INT  | 24 de abril de 2024     |

#### Sedes alternas
| Equipo  | Ciudad                         | Estadio                                   | Capacidad |
| ------- | ------------------------------ | ----------------------------------------- | --------- |
| América | Ciudad de México               | Estadio de la Ciudad de los Deportes      | 36 681    |
| América | Ciudad de México               | Cancha Centenario No. 5 Club América      | 1 000     |
| Necaxa  | Aguascalientes, Aguascalientes | Instalaciones Casa Club Necaxa - Cancha 4 | 500       |
| Toluca  | Metepec, Estado de México      | Instalaciones de Metepec - Cancha 2       | 1 000     |

## Torneo regular
- El calendario se dio a conocer el 20 de diciembre,[1] y se encuentra disponible aquí
- Los horarios son correspondientes al Tiempo del Centro de México (UTC-6).[30][n. 1][31]

| Jornada 1   | Jornada 1 | Jornada 1            | Jornada 1               | Jornada 1  | Jornada 1 | Jornada 1    | Jornada 1  | Jornada 1 |
| Local       | Resultado | Visitante            | Estadio                 | Fecha      | Hora      | Espectadores | Amonestado | Expulsado |
| ----------- | --------- | -------------------- | ----------------------- | ---------- | --------- | ------------ | ---------- | --------- |
| Querétaro   | 1 - 1     | Juárez               | Olímpico Alameda        | 5 de enero | 17:00     | 768          | 7          | 0         |
| Mazatlán    | 0 - 5     | Pachuca              | El Encanto              | 5 de enero | 19:06     | 672          | 1          | 0         |
| Monterrey   | 1 - 0     | Puebla               | BBVA                    | 5 de enero | 21:00     | 3 402        | 0          | 0         |
| Cruz Azul   | 0 - 2     | Necaxa               | La Noria                | 6 de enero | 12:00     | 182          | 6          | 0         |
| América     | 2 - 1     | Atlas                | Cancha Centenario No. 5 | 6 de enero | 15:45     | 428          | 3          | 0         |
| Guadalajara | 1 - 0     | Tijuana              | Akron                   | 6 de enero | 19:06     | 6 160        | 2          | 0         |
| Tigres UANL | 1 - 0     | Atlético de San Luis | Universitario           | 6 de enero | 21:00     | 8 405        | 7          | 0         |
| Toluca      | 7 - 0     | Santos               | Nemesio Díez            | 7 de enero | 17:00     | 2 027        | 3          | 0         |
| León        | 4 - 1     | Pumas UNAM           | Nou Camp                | 8 de enero | 21:00     | 1 050        | 4          | 0         |

| Jornada 2            | Jornada 2 | Jornada 2   | Jornada 2               | Jornada 2   | Jornada 2 | Jornada 2    | Jornada 2  | Jornada 2 |
| Local                | Resultado | Visitante   | Estadio                 | Fecha       | Hora      | Espectadores | Amonestado | Expulsado |
| -------------------- | --------- | ----------- | ----------------------- | ----------- | --------- | ------------ | ---------- | --------- |
| Necaxa               | 1 - 1     | América     | Victoria                | 11 de enero | 17:00     | 2 616        | 5          | 0         |
| Santos               | 0 - 0     | Cruz Azul   | Corona                  | 11 de enero | 19:00     | 335          | 0          | 0         |
| Tijuana              | 4 - 1     | Mazatlán    | Caliente                | 11 de enero | 21:06     | 833          | 1          | 0         |
| Puebla               | 2 - 1     | León        | Cuauhtémoc              | 12 de enero | 17:00     | 440          | 5          | 0         |
| Atlas                | 2 - 2     | Toluca      | Jalisco                 | 12 de enero | 19:00     | 774          | 6          | 0         |
| Pumas UNAM           | 1 - 5     | Tigres UANL | Olímpico Universitario  | 13 de enero | 12:00     | 3 623        | 1          | 0         |
| Pachuca              | 2 - 2     | Monterrey   | Hidalgo                 | 13 de enero | 18:00     | 2 218        | 4          | 0         |
| Atlético de San Luis | 1 - 1     | Querétaro   | Alfonso Lastras Ramírez | 14 de enero | 17:00     | 1 602        | 3          | 0         |
| Juárez               | 2 - 0     | Guadalajara | Olímpico Benito Juárez  | 14 de enero | 19:00     | 4 063        | 6          | 0         |

| Jornada 3   | Jornada 3 | Jornada 3            | Jornada 3               | Jornada 3   | Jornada 3 | Jornada 3    | Jornada 3  | Jornada 3 |
| Local       | Resultado | Visitante            | Estadio                 | Fecha       | Hora      | Espectadores | Amonestado | Expulsado |
| ----------- | --------- | -------------------- | ----------------------- | ----------- | --------- | ------------ | ---------- | --------- |
| Cruz Azul   | 1 - 2     | Mazatlán             | La Noria                | 16 de enero | 15:45     | 148          | 3          | 1         |
| Toluca      | 2 - 2     | Pumas UNAM           | Nemesio Díez            | 17 de enero | 17:00     | 3 049        | 2          | 0         |
| Tigres UANL | 7 - 1     | Santos               | Universitario           | 17 de enero | 19:00     | 1 967        | 1          | 0         |
| Atlas       | 0 - 3     | León                 | Jalisco                 | 17 de enero | 21:06     | 195          | 4          | 1         |
| América     | 4 - 0     | Tijuana              | Cancha Centenario No. 5 | 18 de enero | 15:45     | 378          | 2          | 0         |
| Puebla      | 0 - 1     | Querétaro            | Cuauhtémoc              | 18 de enero | 17:00     | 412          | 2          | 1         |
| Pachuca     | 1 - 1     | Juárez               | Hidalgo                 | 18 de enero | 19:06     | 2 352        | 0          | 0         |
| Monterrey   | 7 - 0     | Necaxa               | BBVA                    | 18 de enero | 21:00     | 3 464        | 2          | 0         |
| Guadalajara | 4 - 1     | Atlético de San Luis | Akron                   | 18 de enero | 21:10     | 3 680        | 3          | 0         |

| Jornada 4   | Jornada 4 | Jornada 4            | Jornada 4              | Jornada 4   | Jornada 4 | Jornada 4    | Jornada 4  | Jornada 4 |
| Local       | Resultado | Visitante            | Estadio                | Fecha       | Hora      | Espectadores | Amonestado | Expulsado |
| ----------- | --------- | -------------------- | ---------------------- | ----------- | --------- | ------------ | ---------- | --------- |
| León        | 2 - 7     | Tigres UANL          | Nou Camp               | 20 de enero | 17:00     | 1 835        | 4          | 0         |
| Mazatlán    | 1 - 3     | Atlas                | El Encanto             | 20 de enero | 19:06     | 374          | 6          | 1         |
| Cruz Azul   | 0 - 4     | Puebla               | La Noria               | 21 de enero | 15:45     | 224          | 2          | 0         |
| Querétaro   | 0 - 3     | Monterrey            | Olímpico Alameda       | 21 de enero | 16:00     | 1 112        | 2          | 0         |
| Guadalajara | 1 - 1     | Toluca               | Akron                  | 21 de enero | 18:06     | 4 569        | 4          | 0         |
| Tijuana     | 3 - 2     | Atlético de San Luis | Caliente               | 21 de enero | 20:10     | 633          | 2          | 0         |
| Necaxa      | 0 - 4     | Pachuca              | Victoria               | 22 de enero | 17:00     | 798          | 2          | 0         |
| Pumas UNAM  | 2 - 1     | Juárez               | Olímpico Universitario | 22 de enero | 19:00     | 1 610        | 1          | 1         |
| Santos      | 0 - 5     | América              | Corona                 | 22 de enero | 19:06     | 1 107        | 4          | 0         |

| Jornada 5            | Jornada 5 | Jornada 5   | Jornada 5               | Jornada 5   | Jornada 5 | Jornada 5    | Jornada 5  | Jornada 5 |
| Local                | Resultado | Visitante   | Estadio                 | Fecha       | Hora      | Espectadores | Amonestado | Expulsado |
| -------------------- | --------- | ----------- | ----------------------- | ----------- | --------- | ------------ | ---------- | --------- |
| Puebla               | 1 - 1     | Guadalajara | Cuauhtémoc              | 25 de enero | 17:00     | 2 802        | 6          | 1         |
| Atlas                | 3 - 2     | Necaxa      | Jalisco                 | 25 de enero | 19:06     | 367          | 0          | 0         |
| Monterrey            | 5 - 0     | Cruz Azul   | BBVA                    | 25 de enero | 21:00     | 3 861        | 2          | 0         |
| Juárez               | 5 - 1     | Santos      | Olímpico Benito Juárez  | 25 de enero | 21:10     | 1 882        | 2          | 0         |
| América              | 1 - 2     | León        | Azteca                  | 26 de enero | 15:45     | 1 101        | 5          | 0         |
| Atlético de San Luis | 0 - 3     | Pumas UNAM  | Alfonso Lastras Ramírez | 26 de enero | 17:00     | 963          | 5          | 0         |
| Toluca               | 6 - 0     | Mazatlán    | Nemesio Díez            | 26 de enero | 17:00     | 2 107        | 1          | 0         |
| Pachuca              | 4 - 1     | Querétaro   | Hidalgo                 | 26 de enero | 19:00     | 1 948        | 4          | 0         |
| Tigres UANL          | 2 - 0     | Tijuana     | Universitario           | 26 de enero | 19:00     | 7 344        | 4          | 1         |

| Jornada 6  | Jornada 6 | Jornada 6            | Jornada 6              | Jornada 6    | Jornada 6 | Jornada 6    | Jornada 6  | Jornada 6 |
| Local      | Resultado | Visitante            | Estadio                | Fecha        | Hora      | Espectadores | Amonestado | Expulsado |
| ---------- | --------- | -------------------- | ---------------------- | ------------ | --------- | ------------ | ---------- | --------- |
| Cruz Azul  | 1 - 2     | Tigres UANL          | La Noria               | 1 de febrero | 15:45     | 255          | 5          | 0         |
| Querétaro  | 1 - 2     | Guadalajara          | Olímpico Alameda       | 1 de febrero | 17:00     | 1 617        | 5          | 2         |
| Mazatlán   | 3 - 1     | Atlético de San Luis | El Encanto             | 1 de febrero | 19:06     | 231          | 7          | 0         |
| Tijuana    | 1 - 1     | Puebla               | Caliente               | 1 de febrero | 21:10     | 0            | 3          | 0         |
| América    | 4 - 0     | Monterrey            | Azteca                 | 2 de febrero | 19:00     | 4 609        | 3          | 0         |
| León       | 1 - 1     | Juárez               | Nou Camp               | 2 de febrero | 19:00     | 545          | 4          | 0         |
| Pumas UNAM | 1 - 2     | Pachuca              | Olímpico Universitario | 3 de febrero | 12:00     | 1 611        | 2          | 0         |
| Santos     | 0 - 0     | Atlas                | Corona                 | 4 de febrero | 18:00     | 418          | 5          | 0         |
| Necaxa     | 0 - 0     | Toluca               | Victoria               | 5 de febrero | 17:00     | 912          | 5          | 0         |

| Jornada 7            | Jornada 7 | Jornada 7   | Jornada 7               | Jornada 7     | Jornada 7 | Jornada 7    | Jornada 7  | Jornada 7 |
| Local                | Resultado | Visitante   | Estadio                 | Fecha         | Hora      | Espectadores | Amonestado | Expulsado |
| -------------------- | --------- | ----------- | ----------------------- | ------------- | --------- | ------------ | ---------- | --------- |
| Querétaro            | 1 - 5     | América     | Olímpico Alameda        | 8 de febrero  | 17:00     | 1 754        | 2          | 0         |
| Atlas                | 0 - 4     | Tijuana     | Jalisco                 | 8 de febrero  | 19:06     | 327          | 0          | 0         |
| Juárez               | 3 - 2     | Mazatlán    | Olímpico Benito Juárez  | 8 de febrero  | 21:10     | 1 861        | 9          | 2         |
| Atlético de San Luis | 3 - 5     | Cruz Azul   | Alfonso Lastras Ramírez | 9 de febrero  | 17:00     | 817          | 5          | 1         |
| Guadalajara          | 10 - 2    | Santos      | Akron                   | 9 de febrero  | 17:00     | 3 087        | 0          | 1         |
| Toluca               | 0 - 7     | Tigres UANL | Nemesio Díez            | 9 de febrero  | 17:00     | 4 853        | 4          | 0         |
| Pachuca              | 0 - 1     | León        | Hidalgo                 | 9 de febrero  | 19:00     | 2 197        | 7          | 0         |
| Pumas UNAM           | 2 - 3     | Monterrey   | Olímpico Universitario  | 9 de febrero  | 19:00     | 2 089        | 6          | 0         |
| Puebla               | 1 - 0     | Necaxa      | Cuauhtémoc              | 11 de febrero | 12:00     | 514          | 3          | 0         |

| Jornada 8     | Jornada 8 | Jornada 8            | Jornada 8               | Jornada 8     | Jornada 8 | Jornada 8    | Jornada 8  | Jornada 8 |
| Local         | Resultado | Visitante            | Estadio                 | Fecha         | Hora      | Espectadores | Amonestado | Expulsado |
| ------------- | --------- | -------------------- | ----------------------- | ------------- | --------- | ------------ | ---------- | --------- |
| América       | 5 - 0     | Mazatlán             | Cancha Centenario No. 5 | 16 de febrero | 15:45     | 360          | 2          | 0         |
| Necaxa        | 0 - 5     | Pumas UNAM           | Victoria                | 16 de febrero | 18:00     | 349          | 3          | 1         |
| Cruz Azul     | 1 - 4     | Pachuca              | La Noria                | 17 de febrero | 12:00     | 214          | 3          | 0         |
| León          | 1 - 1     | Guadalajara          | Nou Camp                | 18 de febrero | 17:00     | 3 641        | 3          | 0         |
| Santos        | 0 - 2     | Atlético de San Luis | Corona                  | 18 de febrero | 19:06     | 238          | 3          | 0         |
| Tijuana       | 1 - 2     | Querétaro            | Caliente                | 18 de febrero | 21:10     | 1 633        | 4          | 1         |
| Puebla        | 0 - 0     | Atlas                | Cuauhtémoc              | 13 de marzo   | 17:00     | 253          | 5          | 0         |
| 'Monterrey'   | 1 - 0     | Toluca               | BBVA                    | 18 de abril   | 21:00     | 3 862        | 2          | 0         |
| 'Tigres UANL' | 1 - 0     | Juárez               | Universitario           | 25 de abril   | 19:00     | 3 543        | 5          | 0         |

| Jornada 9            | Jornada 9 | Jornada 9   | Jornada 9               | Jornada 9  | Jornada 9 | Jornada 9    | Jornada 9  | Jornada 9 |
| Local                | Resultado | Visitante   | Estadio                 | Fecha      | Hora      | Espectadores | Amonestado | Expulsado |
| -------------------- | --------- | ----------- | ----------------------- | ---------- | --------- | ------------ | ---------- | --------- |
| Pumas UNAM           | 3 - 3     | Tijuana     | Olímpico Universitario  | 2 de marzo | 12:00     | 1 474        | 8          | 1         |
| Mazatlán             | 0 - 4     | Tigres UANL | El Encanto              | 2 de marzo | 19:06     | 533          | 3          | 0         |
| Atlético de San Luis | 0 - 2     | León        | Alfonso Lastras Ramírez | 3 de marzo | 17:00     | 914          | 6          | 0         |
| Juárez               | 1 - 3     | Atlas       | Olímpico Benito Juárez  | 3 de marzo | 18:06     | 2 615        | 4          | 0         |
| Querétaro            | 3 - 0     | Cruz Azul   | Corregidora             | 4 de marzo | 17:00     | 495          | 5          | 0         |
| Toluca               | 3 - 0     | América     | Nemesio Díez            | 4 de marzo | 17:00     | 5 553        | 4          | 0         |
| Pachuca              | 2 - 0     | Puebla      | Hidalgo                 | 4 de marzo | 19:06     | 1 689        | 11         | 1         |
| Guadalajara          | 4 - 0     | Necaxa      | Akron                   | 4 de marzo | 21:10     | 3 900        | 1          | 0         |
| Monterrey            | 6 - 0     | Santos      | BBVA                    | 4 de marzo | 21:10     | 5 049        | 4          | 1         |

| Jornada 10  | Jornada 10 | Jornada 10           | Jornada 10              | Jornada 10  | Jornada 10 | Jornada 10   | Jornada 10 | Jornada 10 |
| Local       | Resultado  | Visitante            | Estadio                 | Fecha       | Hora       | Espectadores | Amonestado | Expulsado  |
| ----------- | ---------- | -------------------- | ----------------------- | ----------- | ---------- | ------------ | ---------- | ---------- |
| América     | 4 - 1      | Puebla               | Cancha Centenario No. 5 | 8 de marzo  | 15:45      | 276          | 2          | 0          |
| Atlas       | 0 - 2      | Pumas UNAM           | Jalisco                 | 8 de marzo  | 17:00      | 391          | 2          | 0          |
| León        | 1 - 4      | Monterrey            | Nou Camp                | 8 de marzo  | 17:00      | 670          | 1          | 1          |
| Tigres UANL | 2 - 0      | Querétaro            | Universitario           | 8 de marzo  | 18:00      | 4 124        | 5          | 0          |
| Cruz Azul   | 1 - 4      | Juárez               | La Noria                | 9 de marzo  | 12:00      | 176          | 2          | 0          |
| Mazatlán    | 0 - 2      | Guadalajara          | El Encanto              | 10 de marzo | 19:06      | 742          | 4          | 0          |
| Toluca      | 5 - 1      | Atlético de San Luis | Nemesio Díez            | 11 de marzo | 17:00      | 2 319        | 4          | 0          |
| Santos      | 3 - 2      | Necaxa               | Corona                  | 11 de marzo | 19:00      | 932          | 6          | 0          |
| Tijuana     | 3 - 4      | 'Pachuca'            | Caliente                | 25 de abril | 21:00      | 1 533        | 3          | 2          |

| Jornada 11           | Jornada 11 | Jornada 11  | Jornada 11              | Jornada 11  | Jornada 11 | Jornada 11   | Jornada 11 | Jornada 11 |
| Local                | Resultado  | Visitante   | Estadio                 | Fecha       | Hora       | Espectadores | Amonestado | Expulsado  |
| -------------------- | ---------- | ----------- | ----------------------- | ----------- | ---------- | ------------ | ---------- | ---------- |
| Monterrey            | 0 - 0      | Tigres UANL | BBVA                    | 15 de marzo | 21:00      | 25 545       | 9          | 0          |
| Pumas UNAM           | 4 - 2      | Cruz Azul   | Olímpico Universitario  | 16 de marzo | 12:00      | 2 323        | 3          | 1          |
| Juárez               | 1 - 2      | Tijuana     | Olímpico Benito Juárez  | 16 de marzo | 19:00      | 1 714        | 7          | 0          |
| Guadalajara          | 2 - 1      | América     | Akron                   | 17 de marzo | 19:05      | 21 698       | 7          | 1          |
| Atlético de San Luis | 0 - 0      | Atlas       | Alfonso Lastras Ramírez | 18 de marzo | 17:00      | 1 043        | 5          | 1          |
| Necaxa               | 2 - 1      | León        | Victoria                | 18 de marzo | 17:00      | 859          | 4          | 0          |
| Puebla               | 1 - 2      | Mazatlán    | Cuauhtémoc              | 18 de marzo | 17:00      | 544          | 4          | 0          |
| Pachuca              | 4 - 0      | Toluca      | Hidalgo                 | 18 de marzo | 19:06      | 2 618        | 3          | 0          |
| Querétaro            | 2 - 1      | Santos      | Corregidora             | 18 de marzo | 21:10      | 547          | 5          | 0          |

| Jornada 12  | Jornada 12 | Jornada 12           | Jornada 12              | Jornada 12  | Jornada 12 | Jornada 12   | Jornada 12 | Jornada 12 |
| Local       | Resultado  | Visitante            | Estadio                 | Fecha       | Hora       | Espectadores | Amonestado | Expulsado  |
| ----------- | ---------- | -------------------- | ----------------------- | ----------- | ---------- | ------------ | ---------- | ---------- |
| Tijuana     | 0 - 2      | Cruz Azul            | Caliente                | 22 de marzo | 21:06      | 1 833        | 5          | 1          |
| Pumas UNAM  | 3 - 3      | Puebla               | Olímpico Universitario  | 23 de marzo | 12:00      | 1 525        | 2          | 2          |
| Toluca      | 0 - 0      | León                 | Nemesio Díez            | 23 de marzo | 17:00      | 3 199        | 8          | 0          |
| Atlas       | 0 - 1      | Monterrey            | Jalisco                 | 23 de marzo | 19:00      | 675          | 1          | 0          |
| Mazatlán    | 2 - 2      | Querétaro            | El Encanto              | 23 de marzo | 19:00      | 212          | 3          | 1          |
| Tigres UANL | 1 - 0      | Guadalajara          | Universitario           | 23 de marzo | 21:06      | 14 194       | 3          | 0          |
| América     | 2 - 1      | Atlético de San Luis | Cancha Centenario No. 5 | 24 de marzo | 15:45      | 400          | 1          | 0          |
| Necaxa      | 1 - 4      | Juárez               | Victoria                | 25 de marzo | 17:00      | 1 284        | 5          | 0          |
| Pachuca     | 4 - 0      | Santos               | Hidalgo                 | 25 de marzo | 19:06      | 3 512        | 3          | 0          |

| Jornada 13           | Jornada 13 | Jornada 13  | Jornada 13              | Jornada 13  | Jornada 13 | Jornada 13   | Jornada 13 | Jornada 13 |
| Local                | Resultado  | Visitante   | Estadio                 | Fecha       | Hora       | Espectadores | Amonestado | Expulsado  |
| -------------------- | ---------- | ----------- | ----------------------- | ----------- | ---------- | ------------ | ---------- | ---------- |
| Monterrey            | 3 - 1      | Tijuana     | BBVA                    | 28 de marzo | 21:00      | 6 531        | 5          | 0          |
| Cruz Azul            | 1 - 5      | América     | La Noria                | 29 de marzo | 15:45      | 330          | 2          | 0          |
| Querétaro            | 1 - 1      | Necaxa      | Corregidora             | 29 de marzo | 17:00      | 738          | 7          | 0          |
| León                 | 3 - 0      | Mazatlán    | Nou Camp                | 29 de marzo | 19:06      | 2 613        | 2          | 0          |
| Atlético de San Luis | 1 – 3      | Pachuca     | Alfonso Lastras Ramírez | 30 de marzo | 17:00      | 764          | 5          | 0          |
| Juárez               | 0 - 0      | Toluca      | Olímpico Benito Juárez  | 30 de marzo | 21:10      | 1 910        | 4          | 0          |
| Guadalajara          | 1 - 1      | Atlas       | Akron                   | 31 de marzo | 12:05      | 19 563       | 6          | 0          |
| Puebla               | 0 - 6      | Tigres UANL | Cuauhtémoc              | 31 de marzo | 17:00      | 3 280        | 1          | 0          |
| Santos               | 2 - 3      | Pumas UNAM  | Corona                  | 31 de marzo | 19:06      | 627          | 3          | 0          |

| Jornada 14           | Jornada 14 | Jornada 14  | Jornada 14                     | Jornada 14  | Jornada 14 | Jornada 14   | Jornada 14 | Jornada 14 |
| Local                | Resultado  | Visitante   | Estadio                        | Fecha       | Hora       | Espectadores | Amonestado | Expulsado  |
| -------------------- | ---------- | ----------- | ------------------------------ | ----------- | ---------- | ------------ | ---------- | ---------- |
| Toluca               | 1 - 2      | Querétaro   | Instalaciones Metepec Cancha 2 | 11 de abril | 15:45      | 100          | 5          | 0          |
| Pumas UNAM           | 1 - 1      | Guadalajara | Olímpico Universitario         | 13 de abril | 12:00      | 8 674        | 3          | 0          |
| Atlético de San Luis | 0 - 3      | Juárez      | Alfonso Lastras Ramírez        | 14 de abril | 17:00      | 800          | 6          | 0          |
| León                 | 2 - 1      | Cruz Azul   | Nou Camp                       | 14 de abril | 17:00      | 678          | 2          | 1          |
| Mazatlán             | 0 - 3      | Monterrey   | El Encanto                     | 14 de abril | 19:06      | 372          | 4          | 0          |
| Atlas                | 1 - 3      | Pachuca     | Jalisco                        | 15 de abril | 17:00      | 358          | 4          | 0          |
| Tigres UANL          | 1 - 2      | América     | Universitario                  | 15 de abril | 19:00      | 10 047       | 5          | 0          |
| Santos               | 0 - 1      | Puebla      | Corona                         | 15 de abril | 19:06      | 272          | 4          | 1          |
| Tijuana              | 3 - 0      | Necaxa      | Caliente                       | 15 de abril | 21:10      | 833          | 3          | 0          |

| Jornada 15  | Jornada 15 | Jornada 15           | Jornada 15                              | Jornada 15  | Jornada 15 | Jornada 15   | Jornada 15 | Jornada 15 |
| Local       | Resultado  | Visitante            | Estadio                                 | Fecha       | Hora       | Espectadores | Amonestado | Expulsado  |
| ----------- | ---------- | -------------------- | --------------------------------------- | ----------- | ---------- | ------------ | ---------- | ---------- |
| 'Querétaro' | 3 - 2      | León                 | Olímpico Alameda                        | 19 de abril | 17:00      | 641          | 4          | 0          |
| Atlas       | 0 - 1      | 'Tigres UANL'        | Jalisco                                 | 19 de abril | 19:00      | 988          | 2          | 0          |
| Puebla      | 3 - 3      | Juárez               | Cuauhtémoc                              | 21 de abril | 12:00      | 451          | 2          | 0          |
| 'Pachuca'   | 3 - 0      | Guadalajara          | Hidalgo                                 | 21 de abril | 16:00      | 7 040        | 3          | 0          |
| 'Tijuana'   | 5 - 2      | Santos               | Caliente                                | 21 de abril | 18:06      | 2 133        | 5          | 0          |
| Cruz Azul   | 2 - 3      | 'Toluca'             | La Noria                                | 22 de abril | 15:45      | 152          | 4          | 0          |
| Necaxa      | 2 - 3      | 'Mazatlán'           | Instalaciones Casa Club Necaxa Cancha 4 | 22 de abril | 17:00      | 246          | 3          | 0          |
| 'América'   | 3 - 0      | Pumas UNAM           | Ciudad de los Deportes                  | 22 de abril | 19:00      | 1 740        | 1          | 0          |
| 'Monterrey' | 7 - 0      | Atlético de San Luis | BBVA                                    | 22 de abril | 19:00      | 2 115        | 4          | 1          |

| Jornada 16           | Jornada 16 | Jornada 16   | Jornada 16              | Jornada 16  | Jornada 16 | Jornada 16   | Jornada 16 | Jornada 16 |
| Local                | Resultado  | Visitante    | Estadio                 | Fecha       | Hora       | Espectadores | Amonestado | Expulsado  |
| -------------------- | ---------- | ------------ | ----------------------- | ----------- | ---------- | ------------ | ---------- | ---------- |
| 'Guadalajara'        | 4 - 0      | Cruz Azul    | Akron                   | 28 de abril | 17:00      | 9 183        | 2          | 0          |
| Atlético de San Luis | 2 - 2      | Puebla       | Alfonso Lastras Ramírez | 28 de abril | 17:00      | 582          | 5          | 3          |
| Mazatlán             | 2 - 7      | 'Pumas UNAM' | El Encanto              | 28 de abril | 19:06      | 359          | 0          | 0          |
| 'Toluca'             | 2 - 1      | Tijuana      | Nemesio Díez            | 29 de abril | 17:00      | 1 724        | 4          | 0          |
| Querétaro            | 0 - 2      | 'Atlas'      | Olímpico Alameda        | 29 de abril | 17:00      | 586          | 1          | 0          |
| 'Tigres UANL'        | 3 - 1      | Necaxa       | Universitario           | 29 de abril | 19:00      | 3 508        | 3          | 0          |
| 'León'               | 4 - 0      | Santos       | Nou Camp                | 29 de abril | 19:00      | 979          | 0          | 0          |
| América              | 2 - 4      | 'Pachuca'    | Ciudad de los Deportes  | 29 de abril | 19:00      | 1 633        | 2          | 0          |
| 'Juárez'             | 1 - 0      | Monterrey    | Olímpico Benito Juárez  | 29 de abril | 21:00      | 2 069        | 4          | 1          |

| Jornada 17 | Jornada 17 | Jornada 17           | Jornada 17             | Jornada 17 | Jornada 17 | Jornada 17   | Jornada 17 | Jornada 17 |
| Local      | Resultado  | Visitante            | Estadio                | Fecha      | Hora       | Espectadores | Amonestado | Expulsado  |
| ---------- | ---------- | -------------------- | ---------------------- | ---------- | ---------- | ------------ | ---------- | ---------- |
| Necaxa     | 2-1        | Atlético de San Luis | Victoria               | 3 de mayo  | 17:00      | 402          |            |            |
| Puebla     | 1-2        | 'Toluca'             | Cuauhtémoc             | 3 de mayo  | 17:00      | 273          |            |            |
| Atlas      | 1-1        | Cruz Azul            | Jalisco                | 3 de mayo  | 19:06      | 494          |            |            |
| Tijuana    | 1-1        | León                 | Caliente               | 3 de mayo  | 21:00      | 1 533        |            |            |
| Pumas UNAM | 4-1        | Querétaro            | Olímpico Universitario | 4 de mayo  | 12:00      | 1 685        |            |            |
| Pachuca    | 1-1        | Tigres UANL          | Hidalgo                | 4 de mayo  | 17:00      | 7 771        |            |            |
| Monterrey  | 0-1        | Guadalajara          | BBVA                   | 4 de mayo  | 19:00      | 7 476        |            |            |
| Santos     | 3-2        | Mazatlán             | Corona                 | 4 de mayo  | 19:06      | 252          |            |            |
| Juárez     | 1-1        | América              | Olímpico Benito Juárez | 4 de mayo  | 21:10      | 4 835        |            |            |

## Tabla General
- Datos según la página oficial de la competición.
- Fecha de actualización: 5 de mayo de 2024

|     | Equipos              | PJ | PG | PE | PP | GF | GC | Dif. | Pts. |
| --- | -------------------- | -- | -- | -- | -- | -- | -- | ---- | ---- |
| 1.  | Tigres UANL          | 17 | 14 | 2  | 1  | 51 | 9  | 42   | 44   |
| 2.  | Pachuca              | 17 | 13 | 3  | 1  | 50 | 15 | 35   | 42   |
| 3.  | Monterrey            | 17 | 12 | 2  | 3  | 46 | 12 | 34   | 38   |
| 4.  | América              | 17 | 11 | 2  | 4  | 47 | 19 | 28   | 35   |
| 5.  | Guadalajara          | 17 | 9  | 5  | 3  | 35 | 16 | 18   | 32   |
| 6.  | Pumas UNAM           | 17 | 8  | 4  | 5  | 44 | 34 | 10   | 28   |
| 7.  | León                 | 17 | 8  | 4  | 5  | 31 | 24 | 7    | 28   |
| 8.  | Juárez               | 17 | 7  | 6  | 4  | 32 | 20 | 12   | 27   |
| 9.  | Toluca               | 17 | 7  | 6  | 4  | 34 | 24 | 10   | 27   |
| 10. | Querétaro            | 17 | 6  | 4  | 7  | 22 | 32 | -10  | 22   |
| 11. | Tijuana              | 17 | 6  | 3  | 8  | 32 | 31 | 1    | 21   |
| 12. | Atlas                | 17 | 4  | 6  | 7  | 17 | 24 | -7   | 18   |
| 13. | Puebla               | 17 | 4  | 6  | 7  | 21 | 29 | -8   | 18   |
| 14. | Mazatlán             | 17 | 4  | 1  | 12 | 20 | 55 | -35  | 13   |
| 15. | Necaxa               | 17 | 3  | 3  | 11 | 16 | 44 | -28  | 12   |
| 16. | Cruz Azul            | 17 | 2  | 2  | 13 | 18 | 48 | -30  | 8    |
| 17. | Santos Laguna        | 17 | 2  | 2  | 13 | 15 | 65 | -50  | 8    |
| 18. | Atlético de San Luis | 17 | 1  | 3  | 13 | 16 | 46 | -30  | 6    |

| Simbología |
| --- |
| Pos – Posición; PJ – Partidos Jugados; PG - Partidos Ganados; PE - Partidos Empatados; PP - Partidos Perdidos; GF – Goles a Favor; GC – Goles en Contra; DIF – Diferencia de Goles; PTS - Puntos. |

|  | Líder, Clasifica a Liguilla (1.º Lugar). |
|  | Clasifica a Liguilla (2.º a 8.º Lugar).  |
|  | Último lugar.                            |

### Evolución de la clasificación
Fecha de actualización: 5 de mayo de 2024
| Equipo / Jornada     | 01 | 02 | 03 | 04 | 05 | 06 | 07 | 08 | 09 | 10 | 11 | 12 | 13 | 14 | 15 | 16 | 17 |
| -------------------- | -- | -- | -- | -- | -- | -- | -- | -- | -- | -- | -- | -- | -- | -- | -- | -- | -- |
| Tigres UANL          | 8  | 1  | 1  | 1  | 1  | 1  | 1  | 1  | 1  | 1  | 1  | 1  | 1  | 1  | 1  | 1  | 1  |
| Pachuca              | 2  | 3  | 7  | 4  | 3  | 2  | 4  | 4  | 3  | 3  | 3  | 2  | 2  | 2  | 3  | 2  | 2  |
| Monterrey            | 7  | 6  | 2  | 2  | 2  | 4  | 3  | 3  | 2  | 2  | 2  | 3  | 3  | 3  | 2  | 3  | 3  |
| América              | 5  | 7  | 3  | 3  | 4  | 3  | 2  | 2  | 4  | 4  | 5  | 4  | 4  | 4  | 4  | 4  | 4  |
| Guadalajara          | 6  | 11 | 5  | 5  | 8  | 5  | 5  | 5  | 5  | 5  | 4  | 5  | 5  | 5  | 5  | 5  | 5  |
| Pumas UNAM           | 16 | 17 | 17 | 13 | 11 | 12 | 12 | 10 | 11 | 9  | 6  | 7  | 6  | 8  | 8  | 8  | 6  |
| León                 | 8  | 4  | 8  | 6  | 7  | 6  | 6  | 6  | 6  | 7  | 8  | 7  | 8  | 8  | 6  | 6  | 8  |
| Juárez               | 5  | 8  | 10 | 7  | 8  | 7  | 7  | 8  | 8  | 9  | 6  | 8  | 7  | 7  | 7  | 7  | 8  |
| Toluca               | 1  | 2  | 6  | 6  | 5  | 6  | 9  | 9  | 7  | 7  | 8  | 9  | 9  | 10 | 10 | 9  | 9  |
| Querétaro            | 10 | 12 | 9  | 11 | 13 | 14 | 14 | 13 | 13 | 13 | 11 | 10 | 10 | 9  | 9  | 10 | 10 |
| Tijuana              | 13 | 9  | 12 | 9  | 12 | 11 | 10 | 11 | 12 | 12 | 10 | 11 | 11 | 11 | 11 | 11 | 11 |
| Atlas                | 11 | 13 | 15 | 12 | 10 | 10 | 11 | 12 | 10 | 11 | 12 | 13 | 12 | 13 | 13 | 13 | 12 |
| Puebla               | 14 | 10 | 11 | 7  | 9  | 9  | 8  | 8  | 9  | 10 | 13 | 12 | 13 | 12 | 12 | 12 | 13 |
| Mazatlán             | 17 | 18 | 13 | 15 | 15 | 13 | 13 | 14 | 14 | 14 | 14 | 14 | 14 | 14 | 14 | 14 | 14 |
| Necaxa               | 4  | 4  | 10 | 14 | 14 | 15 | 15 | 15 | 15 | 15 | 15 | 15 | 15 | 15 | 15 | 15 | 15 |
| Cruz Azul            | 15 | 15 | 14 | 17 | 17 | 18 | 16 | 17 | 17 | 18 | 18 | 16 | 16 | 16 | 16 | 16 | 16 |
| Santos Laguna        | 18 | 16 | 18 | 18 | 18 | 16 | 17 | 18 | 18 | 16 | 17 | 18 | 18 | 18 | 18 | 18 | 17 |
| Atlético de San Luis | 12 | 14 | 16 | 16 | 16 | 17 | 18 | 16 | 16 | 17 | 16 | 17 | 17 | 17 | 17 | 17 | 18 |

* Indica la posición del equipo con un partido pendiente.

## Liguilla
|  | Cuartos de final                                              | Cuartos de final                                              | Cuartos de final                                              | Cuartos de final                                              | Cuartos de final                                              |   |       | Semifinales                                          | Semifinales                                          | Semifinales                                          | Semifinales                                          | Semifinales                                          |  |   | Final                                                | Final                                                | Final                                                | Final                                                | Final                                                |  |
|  | 9 y 10 de mayo de 2024 (ida) 12 y 13 de mayo de 2024 (vuelta) | 9 y 10 de mayo de 2024 (ida) 12 y 13 de mayo de 2024 (vuelta) | 9 y 10 de mayo de 2024 (ida) 12 y 13 de mayo de 2024 (vuelta) | 9 y 10 de mayo de 2024 (ida) 12 y 13 de mayo de 2024 (vuelta) | 9 y 10 de mayo de 2024 (ida) 12 y 13 de mayo de 2024 (vuelta) |   |       | 17 de mayo de 2024 (ida) 20 de mayo de 2024 (vuelta) | 17 de mayo de 2024 (ida) 20 de mayo de 2024 (vuelta) | 17 de mayo de 2024 (ida) 20 de mayo de 2024 (vuelta) | 17 de mayo de 2024 (ida) 20 de mayo de 2024 (vuelta) | 17 de mayo de 2024 (ida) 20 de mayo de 2024 (vuelta) |  |   | 24 de mayo de 2024 (ida) 27 de mayo de 2024 (vuelta) | 24 de mayo de 2024 (ida) 27 de mayo de 2024 (vuelta) | 24 de mayo de 2024 (ida) 27 de mayo de 2024 (vuelta) | 24 de mayo de 2024 (ida) 27 de mayo de 2024 (vuelta) | 24 de mayo de 2024 (ida) 27 de mayo de 2024 (vuelta) |  |
|  |                                                               |                                                               |                                                               |                                                               |                                                               |   |       |                                                      |                                                      |                                                      |                                                      |                                                      |  |   |                                                      |                                                      |                                                      |                                                      |                                                      |  |
|  |                                                               |                                                               |                                                               |                                                               |                                                               |   |       |                                                      |                                                      |                                                      |                                                      |                                                      |  |   |                                                      |                                                      |                                                      |                                                      |                                                      |  |
|  | 2                                                             | Pachuca                                                       | 4                                                             | 1                                                             | 5                                                             |   |       |                                                      |                                                      |                                                      |                                                      |                                                      |  |   |                                                      |                                                      |                                                      |                                                      |                                                      |  |
|  | 2                                                             | Pachuca                                                       | 4                                                             | 1                                                             | 5                                                             |   |       |                                                      |                                                      |                                                      |                                                      |                                                      |  |   |                                                      |                                                      |                                                      |                                                      |                                                      |  |
|  | 7                                                             | León                                                          | 1                                                             | 0                                                             | 1                                                             |   |       |                                                      |                                                      |                                                      |                                                      |                                                      |  |   |                                                      |                                                      |                                                      |                                                      |                                                      |  |
|  | 7                                                             | León                                                          | 1                                                             | 0                                                             | 1                                                             |   | 2     | Pachuca                                              | 0                                                    | 2                                                    | 2                                                    |                                                      |  |   |                                                      |                                                      |                                                      |                                                      |                                                      |  |
|  |                                                               |                                                               |                                                               |                                                               |                                                               |   | 2     | Pachuca                                              | 0                                                    | 2                                                    | 2                                                    |                                                      |  |   |                                                      |                                                      |                                                      |                                                      |                                                      |  |
|  |                                                               |                                                               | 3                                                             | Monterrey                                                     | 2                                                             | 4 | 6     |                                                      |                                                      |                                                      |                                                      |                                                      |  |   |                                                      |                                                      |                                                      |                                                      |                                                      |  |
|  | 3                                                             | Monterrey                                                     | 3                                                             | Monterrey                                                     | 2                                                             | 4 | 6     | 2                                                    | 1                                                    | 3                                                    |                                                      |                                                      |  |   |                                                      |                                                      |                                                      |                                                      |                                                      |  |
|  | 3                                                             | Monterrey                                                     |                                                               |                                                               |                                                               |   |       |                                                      |                                                      | 3                                                    |                                                      |                                                      |  |   |                                                      |                                                      |                                                      |                                                      |                                                      |  |
|  | 6                                                             | Pumas UNAM                                                    | 0                                                             | 0                                                             | 0                                                             |   |       |                                                      |                                                      |                                                      |                                                      |                                                      |  |   |                                                      |                                                      |                                                      |                                                      |                                                      |  |
|  | 6                                                             | Pumas UNAM                                                    | 0                                                             | 0                                                             | 0                                                             |   |       |                                                      |                                                      |                                                      |                                                      |                                                      |  | 3 | Monterrey                                            | 0                                                    | 2                                                    | 2 (4)                                                |                                                      |  |
|  |                                                               |                                                               |                                                               |                                                               |                                                               |   |       |                                                      |                                                      |                                                      |                                                      |                                                      |  | 3 | Monterrey                                            | 0                                                    | 2                                                    | 2 (4)                                                |                                                      |  |
|  |                                                               |                                                               | 4                                                             | América                                                       | 1                                                             | 1 | 2 (3) |                                                      |                                                      |                                                      |                                                      |                                                      |  |   |                                                      |                                                      |                                                      |                                                      |                                                      |  |
|  | 1                                                             | Tigres UANL                                                   | 4                                                             | América                                                       | 1                                                             | 1 | 2 (3) | 1                                                    | 1                                                    | 2                                                    |                                                      |                                                      |  |   |                                                      |                                                      |                                                      |                                                      |                                                      |  |
|  | 1                                                             | Tigres UANL                                                   |                                                               |                                                               |                                                               |   |       |                                                      |                                                      | 2                                                    |                                                      |                                                      |  |   |                                                      |                                                      |                                                      |                                                      |                                                      |  |
|  | 8                                                             | Juárez                                                        | 0                                                             | 1                                                             | 1                                                             |   |       |                                                      |                                                      |                                                      |                                                      |                                                      |  |   |                                                      |                                                      |                                                      |                                                      |                                                      |  |
|  | 8                                                             | Juárez                                                        | 0                                                             | 1                                                             | 1                                                             |   | 1     | Tigres UANL                                          | 1                                                    | 1                                                    | 2                                                    |                                                      |  |   |                                                      |                                                      |                                                      |                                                      |                                                      |  |
|  |                                                               |                                                               |                                                               |                                                               |                                                               |   | 1     | Tigres UANL                                          | 1                                                    | 1                                                    | 2                                                    |                                                      |  |   |                                                      |                                                      |                                                      |                                                      |                                                      |  |
|  |                                                               |                                                               | 4                                                             | América                                                       | 3                                                             | 0 | 3     |                                                      |                                                      |                                                      |                                                      |                                                      |  |   |                                                      |                                                      |                                                      |                                                      |                                                      |  |
|  | 4                                                             | América                                                       | 4                                                             | América                                                       | 3                                                             | 0 | 3     | 2                                                    | 4                                                    | 6                                                    |                                                      |                                                      |  |   |                                                      |                                                      |                                                      |                                                      |                                                      |  |
|  | 4                                                             | América                                                       |                                                               |                                                               |                                                               |   |       |                                                      |                                                      | 6                                                    |                                                      |                                                      |  |   |                                                      |                                                      |                                                      |                                                      |                                                      |  |
|  | 5                                                             | Guadalajara                                                   | 0                                                             | 1                                                             | 1                                                             |   |       |                                                      |                                                      |                                                      |                                                      |                                                      |  |   |                                                      |                                                      |                                                      |                                                      |                                                      |  |
|  | 5                                                             | Guadalajara                                                   | 0                                                             | 1                                                             | 1                                                             |   |       |                                                      |                                                      |                                                      |                                                      |                                                      |  |   |                                                      |                                                      |                                                      |                                                      |                                                      |  |
|  |                                                               |                                                               |                                                               |                                                               |                                                               |   |       |                                                      |                                                      |                                                      |                                                      |                                                      |  |   |                                                      |                                                      |                                                      |                                                      |                                                      |  |

### Cuartos de final
Los partidos de ida fueron disputados el 9 y 10 de mayo de 2024, mientras que los partidos de vuelta fueron disputados el 12 y 13 de mayo de 2024.
Ida
| 9 de mayo de 2024 | León         | 1–4     | Pachuca                                    | León, Guanajuato                                                                     |  |
| 19:05 CST (UTC−6) | Calderón 74' | Reporte | Corral 10' · Ihezuo 44', 63' · Quejada 47' | Estadio: Estadio León Asistencia: 4,936 Árbitro: Orlando Delgadillo Franco (Jalisco) |  |

| 9 de mayo de 2024 | Guadalajara | 0–2     | América                     | Zapopan, Jalisco                                                                                |  |
| 21:06 CST (UTC−6) |             | Reporte | Luebbert 32' · Martínez 35' | Estadio: Estadio Akron Asistencia: 11,136 Árbitro: Francia María González Martínez (Guanajuato) |  |

| 10 de mayo de 2024 | UNAM | 0–2     | Monterrey                 | Ciudad de México                                                                                                 |  |
| 19:00 CST (UTC−6)  |      | Reporte | Pérez 54' · Del Campo 68' | Estadio: Estadio Olímpico Universitario Asistencia: 2,718 Árbitro: Edgar Ulises Rangel Araujo (Ciudad de México) |  |

| 10 de mayo de 2024 | Juárez | 0–1     | UANL      | Ciudad Juárez, Chihuahua                                                                             |  |
| 21:06 MDT (UTC−6)  |        | Reporte | Reyes 65' | Estadio: Estadio Olímpico Benito Juárez Asistencia: 5,507 Árbitro: Gustavo Padilla Aguirre (Jalisco) |  |

Vuelta
| 12 de mayo de 2024 | América                                              | 4–1 (6–1 agg.) | Guadalajara  | Ciudad de México                                                                             |  |
| 12:00 CST (UTC−6)  | Aviléz 38' · Luebbert 45' · Cuevas 50' · Mauleón 62' | Reporte        | Cervantes 4' | Estadio: Estadio Azteca Asistencia: 4,877 Árbitro: Priscila Eritzel Pérez Borja (Guanajuato) |  |

| 12 de mayo de 2024 | Pachuca    | 1–0 (5–1 agg.) | León | Pachuca, Hidalgo                                                                          |  |
| 19:06 CST (UTC−6)  | Corral 61' | Reporte        |      | Estadio: Estadio Hidalgo Asistencia: 3,150 Árbitro: Katia Itzel García (Ciudad de México) |  |

| 13 de mayo de 2024 | UANL        | 1–1 (2–1 agg.) | Juárez       | San Nicolás de los Garza, Nuevo León                                                               |  |
| 19:00 CST (UTC−6)  | Reyes 90+2' | Reporte        | Chilufya 64' | Estadio: Estadio Universitario Asistencia: 5,284 Árbitro: Karen Hernández Andrade (Aguascalientes) |  |

| 13 de mayo de 2024 | Monterrey      | 1–0 (3–0 agg.) | UNAM | Guadalupe, Nuevo León                                                                      |  |
| 21:00 CST (UTC−6)  | Seoposenwe 66' | Reporte        |      | Estadio: Estadio BBVA Asistencia: 4,301 Árbitro: Lizzet Amairany García Olvera (Michoacán) |  |

### Semifinales
Los partidos de ida fueron disputados el 17 de mayo de 2024, mientras que los partidos de vuelta fueron disputados el 20 de mayo de 2024.
Ida
| 17 de mayo de 2024 | Monterrey                          | 2–0     | Pachuca | Guadalupe, Nuevo León                                                                      |  |
| 19:00 CST (UTC−6)  | Delgadillo 24' · Bernal 72' (pen.) | Reporte |         | Estadio: Estadio BBVA Asistencia: 11,896 Árbitro: Karen Hernández Andrade (Aguascalientes) |  |

| 17 de mayo de 2024 | América                          | 3–1     | UANL       | Ciudad de México                                                                             |  |
| 21:00 CST (UTC−6)  | Luebbert 21', 67' · Palacios 81' | Reporte | Ovalle 51' | Estadio: Estadio Azteca Asistencia: 5,715 Árbitro: Héctor Salvador Solorio Arreola (Jalisco) |  |

Vuelta
| 20 de mayo de 2024 | UANL               | 1–0 (2–3 agg.) | América | San Nicolás de los Garza, Nuevo León                                                                     |  |
| 19:00 CST (UTC−6)  | Ovalle 90+3' (pen) | Reporte        |         | Estadio: Estadio Universitario Asistencia: 16,795 Árbitro: Edgar Ulises Rangel Araujo (Ciudad de México) |  |

| 20 de mayo de 2024 | Pachuca               | 2–4 (2–6 agg.) | Monterrey                            | Pachuca, Hidalgo                                                                                  |  |
| 21:00 CST (UTC−6)  | Soto 15' · Corral 86' | Reporte        | Burkenroad 32', 36', 53' · Pérez 45' | Estadio: Estadio Hidalgo Asistencia: 11,401 Árbitro: Francia María González Martínez (Guanajuato) |  |

### Final
El partido de ida se disputó el 24 de mayo de 2024, mientras que el partido de vuelta se disputó el 27 de mayo de 2024.
| 24 de mayo de 2024 | América        | 1:0 (1:0) | Monterrey | Estadio Azteca, Ciudad de México                            |                                                             |
| 21:05 (UTC-6)      | Palacios 45+1' | Reporte   |           | Asistencia: 23 770 espectadores Árbitra: Katia Itzel García | Asistencia: 23 770 espectadores Árbitra: Katia Itzel García |

| 27 de mayo de 2024 | Monterrey                                           | 2:1 (1:1) (4:3 p.)(Global 2:2) | América                                           | Estadio BBVA, Guadalupe                                                  |                                                                          |
| 20:00 (UTC-6)      | Seoposenwe 25' · Bernal 90+11' (pen.)               | Reporte                        | Luebbert 9'                                       | Asistencia: 31 478 espectadores Árbitra: Francia María González Martínez | Asistencia: 31 478 espectadores Árbitra: Francia María González Martínez |
|                    |                                                     | Tiros desde el punto penal     |                                                   |                                                                          |                                                                          |
|                    | Franco · Bernal · Martínez · Van Dongen · Del Campo |                                | K. Rodríguez · Luna · Palacios · Pereira · Aviléz |                                                                          |                                                                          |

| Campeón Clausura 2024 |
| --------------------- |
|                       |
| Monterrey             |
| 3º título             |

## Estadísticas

### Clasificación juego limpio
- Datos según la página oficial.
- Fecha de actualización: 29 de abril de 2024

| Lugar                                | Club                                 |          |          |          | Puntos   |
| ------------------------------------ | ------------------------------------ | -------- | -------- | -------- | -------- |
| 1                                    | América                              | 18       | 1        | 0        | 21       |
| 2                                    | Guadalajara                          | 19       | 0        | 1        | 22       |
| 3                                    | Tigres UANL                          | 28       | 0        | 0        | 28       |
| 4                                    | Pumas UNAM                           | 21       | 1        | 3        | 33       |
| 5                                    | Atlas                                | 24       | 1        | 2        | 33       |
| 6                                    | Monterrey                            | 28       | 0        | 2        | 34       |
| 7                                    | Mazatlán                             | 28       | 1        | 1        | 34       |
| 8                                    | Cruz Azul                            | 25       | 1        | 2        | 34       |
| 9                                    | Santos Laguna                        | 28       | 1        | 1        | 34       |
| 10                                   | Toluca                               | 35       | 0        | 0        | 35       |
| 11                                   | Tijuana                              | 29       | 1        | 1        | 35       |
| 12                                   | Necaxa                               | 32       | 1        | 0        | 35       |
| 13                                   | León                                 | 30       | 0        | 2        | 36       |
| 14                                   | Pachuca                              | 34       | 0        | 1        | 37       |
| 15                                   | Querétaro                            | 25       | 3        | 1        | 37       |
| 16                                   | Puebla                               | 32       | 2        | 1        | 41       |
| 17                                   | Juárez                               | 36       | 1        | 1        | 42       |
| 18                                   | Atlético de San Luis                 | 33       | 2        | 1        | 42       |
| Primera Tarjeta Amarilla             | Primera Tarjeta Amarilla             | 1 punto  | 1 punto  | 1 punto  | 1 punto  |
| Segunda Tarjeta Amarilla y Expulsión | Segunda Tarjeta Amarilla y Expulsión | 3 puntos | 3 puntos | 3 puntos | 3 puntos |
| Tarjeta Roja Directa                 | Tarjeta Roja Directa                 | 3 puntos | 3 puntos | 3 puntos | 3 puntos |

En caso de empate, la tabla general de posiciones es el principal criterio para desempatar.

### Máximas goleadoras
Lista con las máximas goleadoras del torneo.
- Datos según la página oficial.

 Fecha de actualización: 5 de mayo de 2024
| \| Posición \| Jugadora \| Club \| Goles \| Min. \| Frec. \| \| -------- \| ------------------ \| ----------- \| ----- \| ---- \| ---------- \| \| 1.º \| Charlyn Corral \| Pachuca \| 19 \| 1350 \| 75 min \| \| 2.º \| Katty Martínez \| América \| 15 \| 1175 \| 72.33 min \| \| 3.º \| Stephanie Ribeiro \| Pumas UNAM \| 14 \| 1320 \| 94.62 min \| \| 4.º \| Chinwendu Ihezuo \| Pachuca \| 13 \| 1262 \| 90.15 min \| \| 5.º \| Stephany Mayor \| Tigres UANL \| 12 \| 1202 \| 102.73 min \| \| 6.º \| Alicia Cervantes \| Guadalajara \| 11 \| 946 \| 77.82 min \| \| 7.º \| Yashira Barrientos \| León \| 9 \| 1124 \| 115 min \| \| = \| Brenda Woch \| Toluca \| 9 \| 1351 \| 143.11 min \| \| = \| Jasmine Casárez \| Juárez \| 9 \| 1378 \| 140.11 min \| En caso de empate en el número de goles anotados, la liga no tiene un criterio de desempate. Para fines de esta tabla, las jugadoras que sumen la misma cantidad de goles anotados serán ordenadas ascendentemente por la frecuencia de gol proporcionada por la liga, sin que eso represente un criterio de desempate válido. |                    |             |       |      |            |
| Posición | Jugadora           | Club        | Goles | Min. | Frec.      |
| 1.º | Charlyn Corral     | Pachuca     | 19    | 1350 | 75 min     |
| 2.º | Katty Martínez     | América     | 15    | 1175 | 72.33 min  |
| 3.º | Stephanie Ribeiro  | Pumas UNAM  | 14    | 1320 | 94.62 min  |
| 4.º | Chinwendu Ihezuo   | Pachuca     | 13    | 1262 | 90.15 min  |
| 5.º | Stephany Mayor     | Tigres UANL | 12    | 1202 | 102.73 min |
| 6.º | Alicia Cervantes   | Guadalajara | 11    | 946  | 77.82 min  |
| 7.º | Yashira Barrientos | León        | 9     | 1124 | 115 min    |
| = | Brenda Woch        | Toluca      | 9     | 1351 | 143.11 min |
| = | Jasmine Casárez    | Juárez      | 9     | 1378 | 140.11 min |

#### Tripletes o más
Fecha de actualización: 29 de abril de 2024
| Jugadora          | Club        | Local       | Resultado | Visita     | Goles                  | Fecha                 | Jornada    |
| ----------------- | ----------- | ----------- | --------- | ---------- | ---------------------- | --------------------- | ---------- |
| María Paula Salas | Atlas       | Mazatlán    | 1 – 3     | Atlas      | 3' 49' 90+4'           | 20 de enero de 2024   | Jornada 4  |
| Aísha Solórzano   | Puebla      | Cruz Azul   | 0 – 4     | Puebla     | 1' 67' 68'             | 21 de enero de 2024   | Jornada 4  |
| Katty Martínez    | América     | Santos      | 0 – 5     | América    | 49' 67' 82'            | 22 de enero de 2024   | Jornada 4  |
| Merel van Dongen  | Monterrey   | Monterrey   | 5 – 0     | Cruz Azul  | 14' 55' 76'            | 25 de enero de 2024   | Jornada 5  |
| Brenda Woch       | Toluca      | Toluca      | 6 – 0     | Mazatlán   | 10' 12' 34' 74'        | 26 de enero de 2024   | Jornada 5  |
| Alicia Cervantes  | Guadalajara | Guadalajara | 10 – 2    | Santos     | 3' 11' 15' 27' 54' 63' | 9 de febrero de 2024  | Jornada 7  |
| Katty Martínez    | América     | América     | 5 – 0     | Mazatlán   | 12' 21' 53' 56'        | 16 de febrero de 2024 | Jornada 8  |
| Stephanie Ribeiro | Pumas UNAM  | Necaxa      | 0 – 5     | Pumas UNAM | 11' 74' 82' 90+2'      | 16 de febrero de 2024 | Jornada 8  |
| Myra Delgadillo   | Monterrey   | Monterrey   | 6 – 0     | Santos     | 8' 31' 55'             | 4 de marzo de 2024    | Jornada 9  |
| Stephanie Ribeiro | Pumas UNAM  | Mazatlán    | 2 – 7     | Pumas UNAM | 73' 78' 89'            | 28 de abril de 2024   | Jornada 16 |

### Porterías imbatidas
- Datos según la página oficial.

 Fecha de actualización: 29 de abril de 2024
| Posición | Jugadora            | Club        | Porterías en Blanco | Partidos | Goles recibidos | Min. | Frec.      | Efec. (%) |
| -------- | ------------------- | ----------- | ------------------- | -------- | --------------- | ---- | ---------- | --------- |
| 1.º      | Pamela Tajonar      | Monterrey   | 9                   | 13       | 7               | 1170 | 167.14 min | 69.23 %   |
| =        | Cecilia Santiago    | Tigres UANL | 9                   | 13       | 6               | 1146 | 191 min.   | 69.23%    |
| 3.º      | Esthefanny Barreras | Pachuca     | 6                   | 14       | 13              | 1437 | 110.53 min | 42.85 %   |
| 4.º      | Renatta Cota        | León        | 5                   | 14       | 23              | 1246 | 54.17 min  | 35.71 %   |
| 5.º      | Itzel Velasco       | América     | 4                   | 13       | 15              | 1170 | 78 min     | 30.76 %   |
| =        | Miriam Aguirre      | Toluca      | 4                   | 8        | 5               | 652  | 130.8 min  | 50 %      |

### Asistencia
Lista con la asistencia de los partidos y equipos Liga MX Femenil.
 Fecha de actualización: 26 de marzo de 2024

#### Por equipo
En los promedios solamente se cuentan los partidos que contaron con asistencia de público. El porcentaje de ocupación media está calculado con base en la capacidad total del estadio.
| Pos.               | Equipo               | PL  | Total   | Media | Más alta | Más baja | % de Ocupación media |
| ------------------ | -------------------- | --- | ------- | ----- | -------- | -------- | -------------------- |
| 1                  | Monterrey            | 5   | 41,321  | 8,264 | 25,545   | 3,402    | 16.09%               |
| 2                  | Tigres UANL          | 5   | 36,034  | 7,207 | 14,194   | 1,967    | 17.20%               |
| 3                  | Guadalajara          | 6   | 43,094  | 7,182 | 21,698   | 3,087    | 15.54%               |
| 4                  | Toluca               | 7   | 23,107  | 3,301 | 5,553    | 2,027    | 12.10%               |
| 5                  | Juárez               | 5   | 12,135  | 2,427 | 4,063    | 1,714    | 12.32%               |
| 6                  | Pachuca              | 7   | 16,534  | 2,362 | 3,512    | 1,689    | 9.11%                |
| 7                  | Pumas UNAM           | 7   | 14,255  | 2,036 | 3,623    | 1,474    | 3.48%                |
| 8                  | León                 | 5   | 7,741   | 1,548 | 3,641    | 545      | 4.95%                |
| 9                  | Tijuana              | 5   | 4,932   | 1,233 | 1,833    | 633      | 4.17%                |
| 10                 | Necaxa               | 6   | 6,818   | 1,136 | 2,616    | 349      | 4.76%                |
| 11                 | América              | 7   | 7,552   | 1,079 | 4,609    | 276      | 4.52%                |
| 12                 | Atlético de San Luis | 5   | 5,339   | 1,068 | 1,602    | 817      | 3.76%                |
| 13                 | Querétaro            | 6   | 6,293   | 1,049 | 1,754    | 495      | 7.27%                |
| 14                 | Puebla               | 6   | 4,965   | 828   | 2,802    | 253      | 1.73%                |
| 15                 | Santos Laguna        | 5   | 3,030   | 606   | 1,107    | 238      | 2.08%                |
| 16                 | Mazatlán             | 6   | 2,764   | 461   | 742      | 212      | 2.28%                |
| 17                 | Atlas                | 6   | 2,729   | 455   | 774      | 195      | 0.83%                |
| 18                 | Cruz Azul            | 6   | 1,199   | 200   | 255      | 148      | 19.98%               |
| Totales del Torneo | Totales del Torneo   | 105 | 239,842 | 2,284 | 25,545   | 148      | 6.91%                |

#### Por jornada
El listado excluye los partidos que fueron disputados a puerta cerrada.
| Asistencia por jornada | Asistencia por jornada | Asistencia por jornada | Asistencia por jornada | Asistencia por jornada                       | Asistencia por jornada                  |
| Jornada                | Asistencia total       | Promedio               | % de ocupación         | Partido mayor asistencia                     | Partido menor asistencia                |
| ---------------------- | ---------------------- | ---------------------- | ---------------------- | -------------------------------------------- | --------------------------------------- |
| 1                      | 23,094                 | 2,566                  | 10.27%                 | Tigres UANL vs. Atlético de San Luis (8,405) | Cruz Azul vs. Necaxa (182)              |
| 2                      | 16,504                 | 1,834                  | 5.19%                  | Juárez vs. Guadalajara (4,063)               | Santos Laguna vs. Cruz Azul (335)       |
| 3                      | 15,645                 | 1,738                  | 5.26%                  | Guadalajara vs. Atlético de San Luis (3,680) | Cruz Azul vs. Mazatlán (148)            |
| 4                      | 12,262                 | 1,362                  | 5.02%                  | Guadalajara vs. Toluca (4,569)               | Cruz Azul vs. Puebla (224)              |
| 5                      | 22,375                 | 2,486                  | 5.91%                  | Tigres UANL vs. Tijuana (7,344)              | Atlas vs. Necaxa (367)                  |
| 6                      | 10,198                 | 1,275                  | 4.09%                  | América vs. Monterrey (4,609)                | Mazatlán vs. Atlético de San Luis (231) |
| 7                      | 17,499                 | 1,944                  | 5.58%                  | Toluca vs. Tigres UANL (4,853)               | Atlas vs. Tijuana (327)                 |
| 8                      | 6,688                  | 955                    | 4.09%                  | León vs. Guadalajara (3,641)                 | Cruz Azul vs. Pachuca (214)             |
| 9                      | 22,222                 | 2,469                  | 7.13%                  | Toluca vs. América (5,553)                   | Querétaro vs. Cruz Azul (495)           |
| 10                     | 9,630                  | 1,204                  | 4.66%                  | Tigres UANL vs. Querétaro (4,124)            | Cruz Azul vs. Juárez (176)              |
| 11                     | 56,891                 | 6,321                  | 16.94%                 | Monterrey vs. Tigres UANL (25,545)           | Puebla vs. Mazatlán (544)               |
| 12                     | 26,834                 | 2,982                  | 9.48%                  | Tigres UANL vs. Guadalajara (14,194)         | Mazatlán vs. Querétaro (212)            |
| 13                     |                        | 2,154                  | 7.47%                  | Guadalajara vs. Atlas (19,563)               | Cruz Azul vs. América (330)             |
| 14                     |                        |                        |                        |                                              |                                         |
| 15                     |                        |                        |                        |                                              |                                         |
| 16                     |                        |                        |                        |                                              |                                         |
| 17                     |                        |                        |                        |                                              |                                         |
| Total                  | 239,842                | 2,284                  | 6.91%                  | Monterrey vs. Tigres UANL (25,545)           | Cruz Azul vs. Mazatlán (148)            |